# Pałac Juliusza Heinzla w Łodzi
Pałac Juliusza Heinzla – pałac Juliusza Heinzla znajdujący się przy ulicy Piotrkowskiej 104 w Łodzi.

## Historia

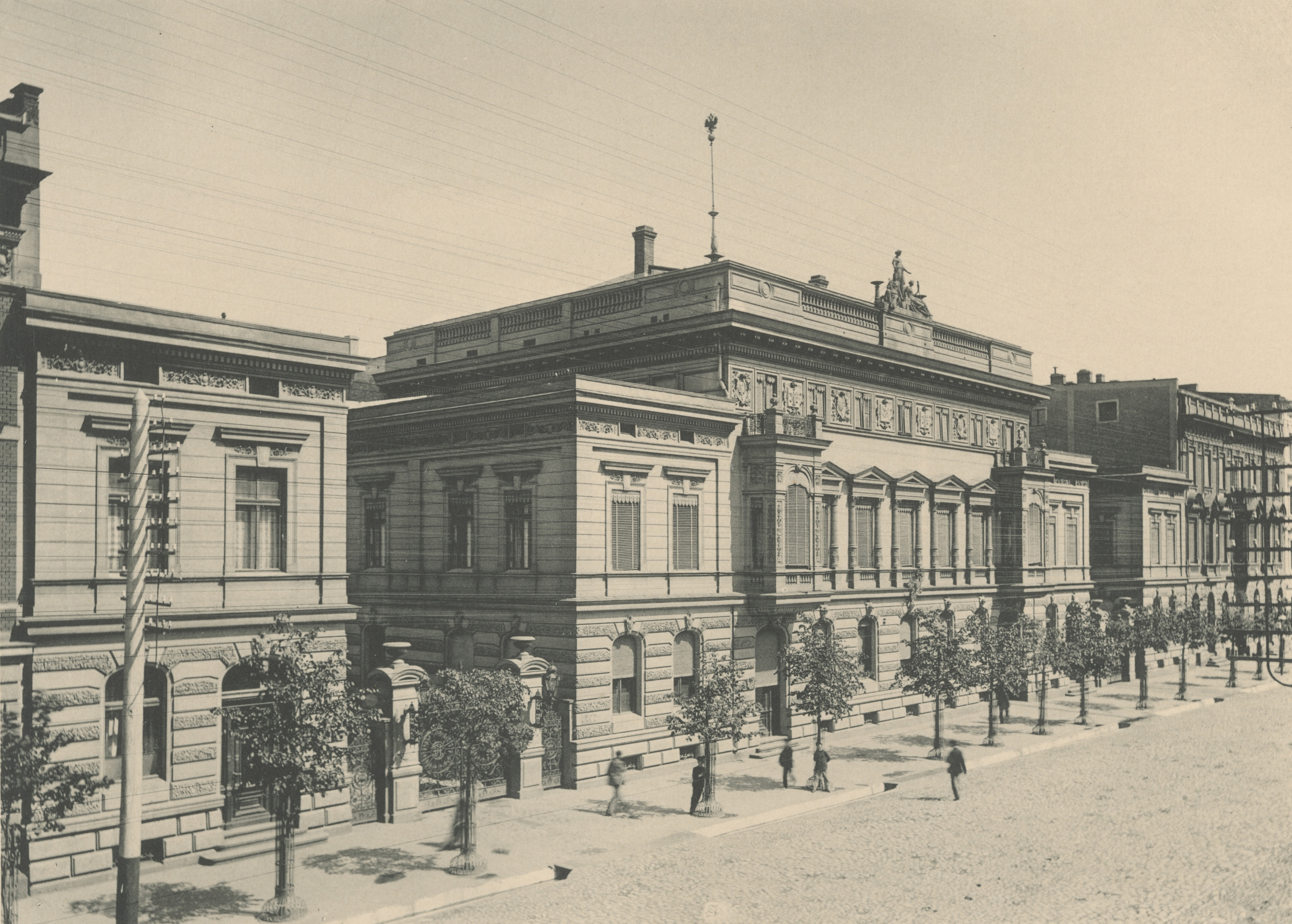
Pałac Heinzla (fot. Bronisław Wilkoszewski, 1896)

Pierwszą z trzech siedzib Juliusza Heinzla był pałac przy ulicy Piotrkowskiej 104, którego budowa ukończona została w roku 1882. Wzniesiony został według projektu Hilarego Majewskiego, a jego budowniczym był przyszły zięć Juliusza Heinzla – Otto Gehlig.
Usytuowany został przy fabryce wyrobów wełnianych, w linii regulacyjnej ulicy, tuż przed zabudowaniami fabrycznymi, rozciągającymi się w głębi posesji. Była to budowla w stylu eklektycznym, z przewagą elementów nawiązujących do renesansu berlińskiego. Pałac składał się z trójkondygnacyjnego korpusu głównego oraz niższych skrzydeł bocznych i dwóch pawilonów, zakończonych wieżami, oddzielonych od pałacu ozdobną kratą. Z biegiem lat ulegał modyfikacjom i przebudowom, szczególnie skrzydła boczne.
Pierwsze piętro fasady frontowej korpusu głównego zdobią symetrycznie umieszczone po bokach wykusze, zdobione tralkową balustradą. Poniżej gzymsu kordonowego biegnie fryz, z płycinami w formie kartuszy, z emblematami przemysłu i handlu. Fasadę wieńczy rzeźbiarska kompozycja figuralna, przedstawiająca alegorie Wolności, Przemysłu i Handlu, sygnowana EMS, z roku 1880, charakterystyczna dla dekoracji rezydencji łódzkich fabrykantów.

### Współczesność
Pałac w latach 50. został zintegrowany z budynkami fabrycznymi adaptowanymi na biura oraz Salę Posiedzeń ówczesnej Miejskiej Rady Narodowej. Oficyny, mieszczące wcześniej m.in. tkalnię, zrównano, a ich fasady ujednolicono, nadając im surowy, pozbawiony w zasadzie ozdobnych detali, kształt. Dotykają one po stronie zachodniej pl. Komuny Paryskiej, gdzie znajduje się również obszerny parking. Autorem projektu przebudowy był Ignacy (Izaak) Gutman. Obecnie gmach służy jako siedziba urzędów: Urzędu Wojewódzkiego i Urzędu Miasta Łodzi.

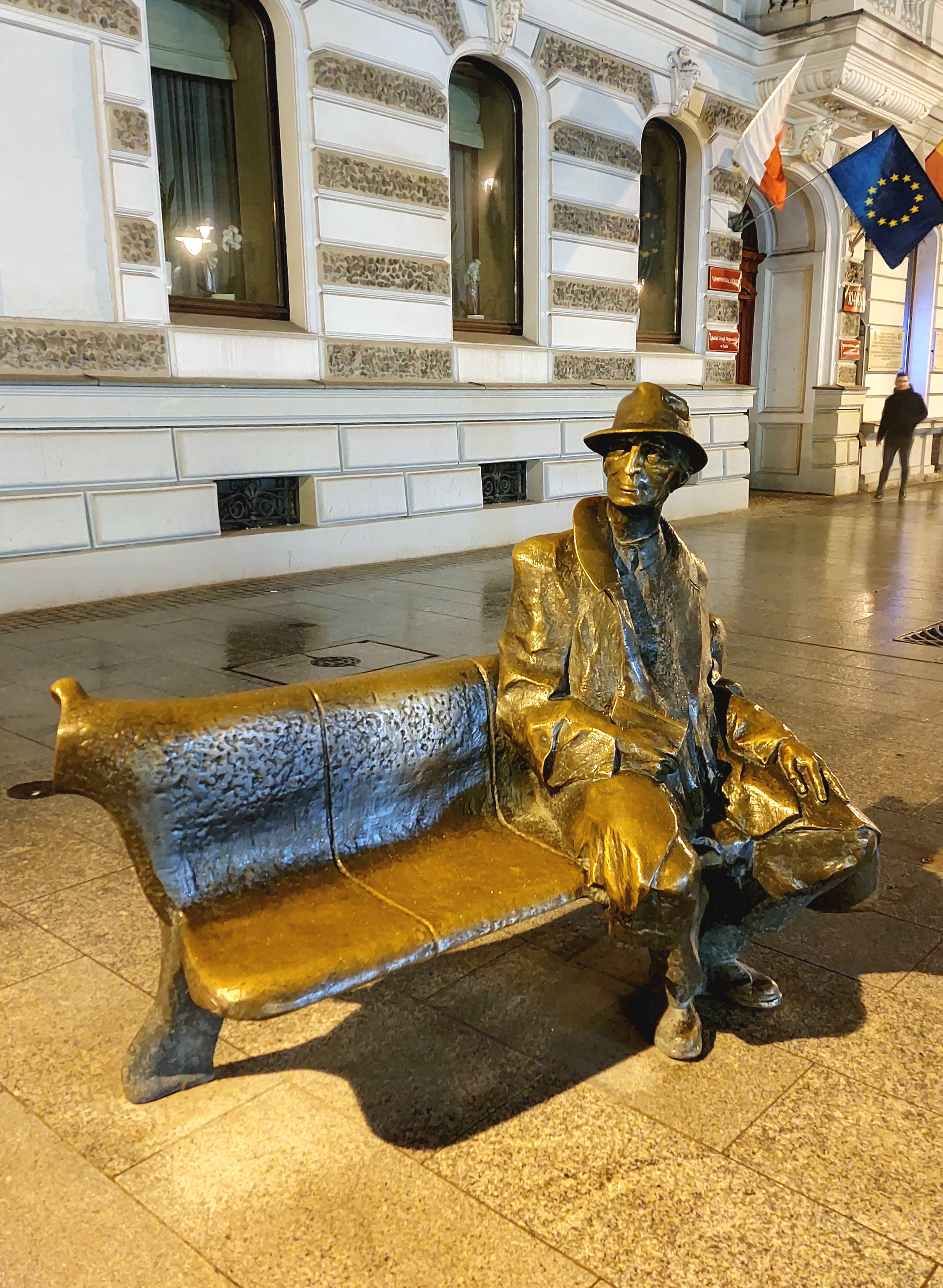
Ławeczka Tuwima w 2024 roku.

Od 29 lipca 1998 roku, codziennie z balkonu pałacu, w południe, odgrywany jest hejnał Łodzi.
W 1999 roku przed pałacem Juliusza Heinzla odsłonięto pomnik Ławeczka Tuwima autorstwa Wojciecha Gryniewicza.
Budynek wpisany jest do rejestru zabytków pod numerem A/41 z 20.01.1971.